# Thủ tướng Quốc gia Việt Nam
Thủ tướng Quốc gia Việt Nam là chức vụ đứng đầu và điều hành chính phủ dưới quyền Quốc trưởng Quốc gia Việt Nam. Tiền thân của chức vụ này là chức vụ Thủ tướng Cộng hòa Tự trị Nam Kỳ. Chức vụ Thủ tướng của Quốc gia Việt Nam (1949-1955) được chỉ định bởi Quốc trưởng Bảo Đại và chịu trách nhiệm với Quốc trưởng. Tuy nhiên, trên thực tế, do tính chất phụ thuộc của chính quyền Quốc gia Việt Nam, chức vụ Thủ tướng Quốc gia Việt Nam chỉ mang nhiều tính chất danh nghĩa, không có thực quyền. Các quyết định quan trọng lớn nhỏ của Quốc gia Việt Nam đều từ Phủ Cao ủy Cộng hòa Pháp tại Đông Dương.
Người cuối cùng giữ chức vụ Thủ tướng Quốc gia Việt Nam là Ngô Đình Diệm. Sau khi người Pháp rút khỏi Đông Dương theo Hiệp định Genève, 1954, năm 1955, với sự hậu thuẫn của người Mỹ, ông đã cho tổ chức trưng cầu dân ý riêng tại miền Nam Việt Nam, phế truất Quốc trưởng Bảo Đại, thành lập chính quyền Việt Nam Cộng hòa, do chính bản thân ông nắm quyền Nguyên thủ.

## Danh sách Thủ tướng Quốc gia Việt Nam
| TT                                      | Hình                                    | Tên (Sinh-Mất)                          | Nhiệm kỳ                                | Nhiệm kỳ                                | Nhiệm kỳ                                | Đảng phái                               |
| TT                                      | Hình                                    | Tên (Sinh-Mất)                          | Bắt đầu                                 | Kết thúc                                | Thời gian                               | Đảng phái                               |
| Thủ tướng Quốc gia Việt Nam (1949–1955) | Thủ tướng Quốc gia Việt Nam (1949–1955) | Thủ tướng Quốc gia Việt Nam (1949–1955) | Thủ tướng Quốc gia Việt Nam (1949–1955) | Thủ tướng Quốc gia Việt Nam (1949–1955) | Thủ tướng Quốc gia Việt Nam (1949–1955) | Thủ tướng Quốc gia Việt Nam (1949–1955) |
| --------------------------------------- | --------------------------------------- | --------------------------------------- | --------------------------------------- | --------------------------------------- | --------------------------------------- | --------------------------------------- |
| 1                                       |                                         | Bảo Đại (1912–1997)                     | 14 tháng 6 năm 1949                     | 20 tháng 1 năm 1950                     | 220 ngày                                | Độc lập                                 |
| 2                                       |                                         | Nguyễn Phan Long (1888–1960)            | 20 tháng 1 năm 1950                     | 7 tháng 5 năm 1950                      | 107 ngày                                | Đảng Lập hiến                           |
| 3                                       |                                         | Trần Văn Hữu (1896–1984)                | 7 tháng 5 năm 1950                      | 3 tháng 6 năm 1952                      | 2 năm, 27 ngày                          | Độc lập                                 |
| 4                                       |                                         | Nguyễn Văn Tâm (1893–1990)              | 25 tháng 6 năm 1952                     | 17 tháng 12 năm 1953                    | 1 năm, 175 ngày                         | Việt Nam Quốc Dân Đảng                  |
| 5                                       |                                         | Nguyễn Phúc Bửu Lộc (1914–1990)         | 17 tháng 12 năm 1953                    | 16 tháng 6 năm 1954                     | 181 ngày                                | Độc lập                                 |
| 6                                       |                                         | Ngô Đình Diệm (1901–1963)               | 16 tháng 6 năm 1954                     | 26 tháng 10 năm 1955                    | 1 năm, 132 ngày                         | Đảng Cần lao Nhân vị                    |